# Кербен (Кыргызстан)
Кербе́н (кирг. Кербен) — город в Кыргызстане, административный центр Аксыйского района Джалал-Абадской области. На 1 января 2017 года численность населения составляла 28 300 человек.

## История
Село было образовано в 1930 году под названием Караван. 4 октября 2004 года селу был придан статус города районного подчинения Кербен.
До 1958 года — центр Караванского района.
Кербен-центр Аксыйского района.

## География
Город находится в северо-западной стороне от областного центра — города Джалал-Абад на расстоянии 220 км, в 60 км от железной дороги города Таш-Кумыр.
Город Кербен расположен в центре Аксыйского района, находясь на высоте 1200 метров над уровнем моря.
Рельеф местности — равнинный, пересечённый. Климат — континентальный. Зима бывает суровая, лето — жаркое. Средняя годовая температура — +12 градусов по Цельсию.

## Население
На территории Кербенской городской управы находится 7 населенных пунктов: Кербен, Ак-Дёбё, Күлүк-Дөбө, Жетиген, Курулуш, Устукан и Мамай.
Численность населения города Кербен вместе с прилегающими участками на 1 января 2004 года составляет 22 408 человек или 11,2 % областного населения. Городское население составляет 13 433 человек, сельское — 8975 человек.
В городе живут представители около 19 этнических групп, в том числе: киргизы — 19 943 человек (89 %), узбеки — 1994 человек (8,9 %), русские — 314 человек (1,4 %), другие — 157 человек (0,7 %).